# 斯特劳兹堡
斯特劳兹堡（Stroudsburg）是美国宾夕法尼亚州门罗县的一个自治市镇，是门罗县的县城，位于该州的波科诺山区，距离特拉华水峡约8公里。它位于布罗德黑德、麦克米歇尔斯和波科诺溪的汇合处，宾夕法尼亚州的东北部。斯特劳斯堡是宾夕法尼亚州东斯特劳兹堡大都会统计区的一部分，而该统计区又是纽约都会区的一部分。在2020年的人口普查中，人口为5,927人。。

## 历史
斯特劳兹堡是由雅各布-斯特劳德上校（Jacob Stroud，1735-1806）在1799年布置的。雅各布-斯特劳德的家族在17世纪中期建立了斯特劳兹堡。
学院山历史区、基特森毛纺厂、门罗县法院和斯特劳德大厦被列入国家史迹名录。